# František Duchoň
František Duchoň (* 12. června 1946) byl v letech 2002–2012 soudcem Ústavního soudu.

## Život
Práva vystudoval na Právnické fakultě Univerzity Karlovy v Praze v roce 1969, v roce 1981 zde získal i titul doktora práv a v letech 1982–1984 absolvoval postgraduální studium v oboru správní právo a státní správa. V průběhu 90. let se zúčastnil řady zahraničních odborných stáží a mezinárodních právních konferencí. V letech 1997–98 se v Radě Evropy podílel na vypracování Charty o statutu evropského soudce.
Nejdříve působil jako justiční čekatel a poté od roku 1971 jako soudce na občanskoprávním úseku u Okresního soudu v Ústí nad Labem. V roce 1978 ale na svou funkci rezignoval a šel pracovat jako podnikový právník k Okresnímu ústavu národního zdraví a Okresní hygienické stanici do Jihlavy. Do justice se vrátil v roce 1991, a to jako soudce Okresního soudu v Jihlavě, kde se poté stal i místopředsedou soudu. V roce 1995 přešel k Nejvyššímu soudu, kde se stal předsedou senátu jeho občanskoprávního kolegia.
Do KSČ vstoupil už za studií, vystoupil na jaře 1969. Soudcem Ústavního soudu byl jmenován prezidentem Václavem Havlem dne 6. června 2002.